# 夢之賭場學園
《夢之賭場學園》是以四格漫畫形式創作的日本漫畫作品。于2016年3月26日發售的《COMIC CUNE》2016年5月號雜誌開始連載，於2017年6月27日發售的《COMIC CUNE》2017年8月號雜誌刊載最終回。ComicWalker網站也發表該漫畫。KADOKAWA已出版單行本。已經推出廣播劇CD。

## 故事
夢乃等三人上學的是一家透過遊戲賺取金錢來決定一切的梶野女學園。夢乃入學的第一天就敗給了以骰子遊戲成為特級優等生的中御門。

## 角色
佐藤夢乃（配音：加隈亞衣）
1年級生。不怕生的女孩。
中西香月（配音：和多田美咲）
1年級生。喜歡可愛的東西。
小鳥遊愛菜（配音：今村彩夏）
1年級生。個性我行我素。
（配音：諏訪彩花）
2年級生。特級優等生。
（配音：福原香織）
1年級生。
（配音：小林優）
梶野女學園校長。

## 單行本
| 冊數 | KADOKAWA       | KADOKAWA               |
| 冊數 | 發售日期       | ISBN                   |
| ---- | -------------- | ---------------------- |
| 1    | 2016年11月26日 | ISBN 978-4-0406-8711-7 |

## 廣播劇CD
廣播劇CD已於2017年6月14日發售。

## 外部連結
- http://comiccune.jp/work/1559/ （页面存档备份，存于）（日語）
- 夢之賭場學園 （页面存档备份，存于）於ComicWalker網站的內容（日語）